# Vadna
Vadna is een plaats (község) en gemeente in het Hongaarse comitaat Borsod-Abaúj-Zemplén. Vadna telt 601 inwoners (2001).